# Mops plicatus
Mops plicatus is een vleermuis uit het geslacht Mops die voorkomt die voorkomt van India, Sri Lanka en Zuid-China tot de Filipijnen, Borneo, de Kleine Soenda-eilanden en de Cocoseilanden. Vaak wordt een aantal ondersoorten erkend (dilatatus Horsfield, 1822, insularis Phillips, 1932, luzonus Hollister, 1913 en tenuis Horsfield, 1822), maar de grenzen tussen die ondersoorten zijn onduidelijk. In de Filipijnen is deze soort gevonden op Cebu, Leyte, Luzon, Mindanao en Negros.
Deze soort heeft een dichte, zachte vacht, behalve op het gezicht, dat bedekt is met korte, borstelachtige haren. De rug is donkerbruin, de onderkant wit lichter. De oren zijn breed, dik en rond. De kop-romplengte bedraagt 65 tot 75 mm, de staartlengte 30 tot 40 mm, de voorarmlengte 40 tot 50 mm en het gewicht 17 tot 31 gram.